# Sistem zmanjševanja izpustov ogljika s kuponi (CARS)
Sistem zmanjševanja izpustov ogljika s kuponi (CARS) je sistem, pri katerem se zmanjšujejo izpusti ogljika s pomočjo emisijskih kuponov. V sistemih, kot je EU za trgovanje z emisijami, evropski emisijski kuponi (EUAs) določajo pravice za količino sproščenega ogljikovega dioksida v ozračje in so namenjeni največjim onesnaževalcem. Nakup teh kuponov in njihova dokončna odstranitev sili industrijske družbe k zmanjšanju emisij. Sčasoma bo v okviru sistema na voljo manjše število kuponov, zato bodo industrijska podjetja težko ohranila visoko raven emisij, ne da bi jih ob tem doletele denarne kazni. 
Ta način se od običajnih razlikuje po tem, da je preprost in pregleden, saj zanj niso potrebni zapleteni projekti, metode, zastopniki in posredniki.